# Эль-Каламун
Эль-Каламун (араб. القلمون‎) — ливанский город на берегу Средиземного моря, в районе Триполи мухафазы Северный Ливан. Город находится в 5 километрах к югу от Триполи.

## Название
Во времена существования древней Греции и Рима, Эль-Каламун носил название Каламос или Каламо, а в Средневековье во времена Крестовых походов — «Каламон» или «Кальмонт».

## История
Эль-Каламун стал центром латунного ремесла после того, как несколько десятилетий назад сюда переехали работники из Сук-аль-Наххасин (традиционный рынок в Триполи).
Главная дорога окружена небольшими мастерскими и выставочными залами, где согласно старым традициям изготовлены медные чаши, подсвечники и другие предметы. Вдоль дороги в Эль-Каламуне также продают оливковое масло и фруктовые сиропы, сделанные из тутового, лимонного, апельсинового и других соков.

## Климат
| Показатель                    | Янв. | Фев. | Март | Апр. | Май | Июнь | Июль | Авг. | Сен. | Окт. | Нояб. | Дек. | Год |
| ----------------------------- | ---- | ---- | ---- | ---- | --- | ---- | ---- | ---- | ---- | ---- | ----- | ---- | --- |
| Средний суточный максимум, °C | 16   | 17   | 18   | 21   | 25  | 28   | 30   | 30   | 29   | 26   | 22    | 18   | 23  |
| Средний суточный минимум, °C  | 8    | 7    | 10   | 12   | 16  | 19   | 22   | 22   | 21   | 17   | 12    | 10   | 15  |
| Источник: Погода и климат     |      |      |      |      |     |      |      |      |      |      |       |      |     |

## Население
Большинство жителей города являются мусульманами-суннитами, несколько тысяч жителей исповедуют христианство.

## Известные уроженцы
Мустафа Ага Барбар — управляющий Османской провинцей Триполи в 19 веке.